# Viejo Caldas
Viejo Caldas es el topónimo con el cual se denomina a un antiguo departamento colombiano que existió entre 1905 y 1966, el cual estaba conformado por los actuales departamentos de Caldas, Risaralda y Quindío; su nombre oficial, sin embargo, era departamento de Caldas. Este se ubicaba al sur del departamento de Antioquia, sobre las cordilleras Central y Occidental. Culturalmente, hacía parte de la esfera antioqueña y valluna pues la zona fue colonizada por arrieros antioqueños y por colonos vallunos a mediados del siglo XIX. Por tal razón, el Viejo Caldas guarda similitudes culturales muy estrechas con Antioquia y Valle del Cauca como la idiosincrasia, el dialecto, la arquitectura y la gastronomía. La región constituye el foco del Eje cafetero colombiano.

## Historia

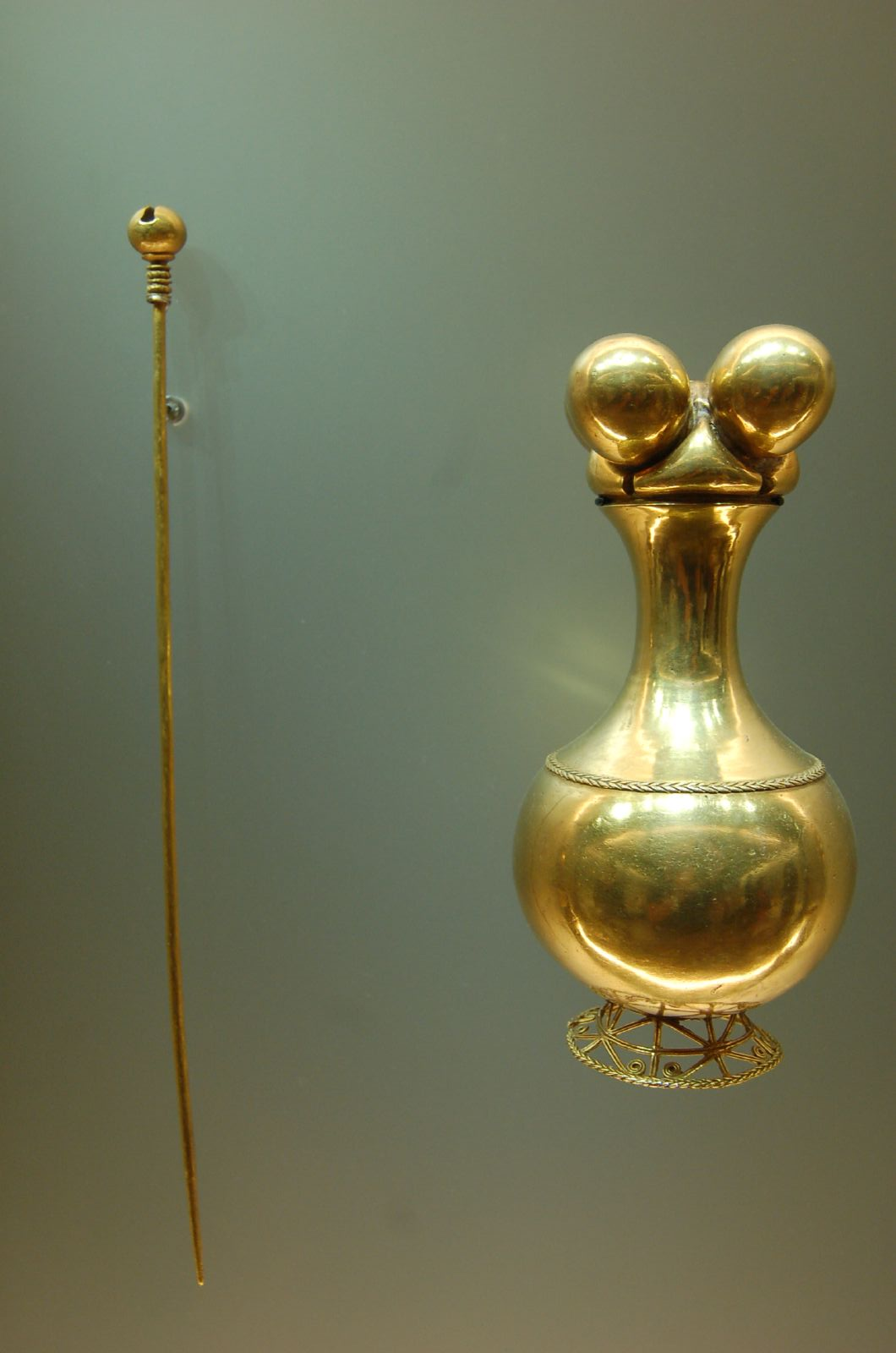
Poporo quimbaya, Museo del Oro, Bogotá.

Antes de la conquista española, la región estuvo habitada por la etnia indígena quimbaya, que se caracterizó por un elaborado trabajo de orfebrería, considerado el mejor de América.[cita requerida] Desde mediados del siglo XIX se produjo la colonización antioqueña, que dio como resultado la fundación de Manizales (1849), Pereira (1863) y Armenia (1889) y la expansión del cultivo del café.
La creación de este departamento se venía proponiendo desde 1888, cuando Marcelino Arango Palacio inició una campaña para crear el "departamento del Sur" con capital en Manizales, sin embargo esta propuesta no prosperó. Más tarde en 1896 el general Rafael Uribe Uribe retomó la idea de Arango y llevó la idea al congreso de crear el departamento de Caldas.
En 1905 fue puesta de nuevo sobre la mesa la creación del departamento segregando territorios de los departamentos de Antioquia (la provincia Sur) y Cauca (provincias de Marmato y Robledo), y si bien el Congreso estuvo de acuerdo, el nombre fue puesto a debate: el general Rafael Uribe Uribe quería que se llamara "Córdoba" en honor al general antioqueño José María Córdova, pero los congresistas del Cauca, departamento que cedió la mayor parte del territorio, impusieron el de "Caldas" en homenaje al sabio mártir payanés. Finalmente por medio de la ley 17 del 11 de abril de 1905 fue creado el departamento de Caldas con capital en Manizales y con los siguientes linderos:

Créase el departamento de Caldas entre los departamentos de Antioquia y Cauca, cuyo territorio estará delimitado así: el río Arma desde su nacimiento hasta el río Cauca; éste aguas arriba hasta la quebrada de Arquía, que es el límite de la provincia de Marmato. Quedarán comprendidas dentro del Departamento de Caldas las provincias de Robledo y Marmato, por los límites legales que hoy tienen, como también la provincia del Sur del departamento de Antioquia.

Parágrafo: La capital de este departamento será la ciudad de Manizales.
Bogotá, abril 11 de 1905. Publíquese y ejecútese.
Rafael Reyes.

Como retribución por haberle segregado parte de su territorio, el gobierno del presidente Rafael Reyes le regresó a Antioquia la región de Urabá. El 15 de mayo de 1905 el general Reyes nombró a don Alejandro Gutiérrez como primer gobernador. Este se posesionó el 15 de junio del mismo año y se dio inicio, así, a la vida política y administrativa del departamento. Posteriormente se le agregaron nuevas regiones.
La nueva entidad, en tanto, quedó dividida en cuatro provincias: Manizales, Aranzazu, Marmato y Robledo. Un año después (1906) la provincia de Herveo, del departamento del Tolima, entregó los municipios de Manzanares y Marulanda, y Antioquia aportó el de Pensilvania segregado de la provincia de Aures. El 8 de agosto de 1908 la Asamblea Nacional Constituyente expidió la ley 1°, la cual creó un total de 34 departamentos con capital del mismo nombre, por lo cual el departamento de Caldas pasó a llamarse «departamento de Manizales». El departamento con capital en Cartago fue suprimido el 30 de agosto del mismo año y los municipios que hacían parte de él se anexaron a la provincia de Robledo, que a su vez hacía parte del departamento de Manizales. El 30 de septiembre de 1908 los habitantes de Armenia, Calarcá, Filandia, Circasia y Salento, que hasta entonces pertenecían al departamento del Cauca, solicitaron su agregación al departamento de Manizales. En 1910 por decreto número 340 del 16 de abril siendo presidente Ramón González Valencia y ministro de gobierno Miguel Abadía Méndez, el departamento de Manizales se llamó nuevamente de Caldas; dos años después, el 11 de octubre de 1912, el municipio de Pueblo Rico, que hasta entonces pertenecía a la intendencia del Chocó, fue segregado de esta entidad y agregado a Caldas.
El 2 de diciembre de 1909 los parlamentarios del departamento del Cauca amenazaron con la separación de Colombia para formar la nueva República del Pacífico, que incluiría casi todo el occidente colombiano desde Panamá hasta Ecuador.
Los primeros años fueron prósperos para el departamento, pero los conflictos entre bandos políticos no quedó atrás, y siendo Manizales de gran mayoría conservadora, menospreciaba y pasaba por alto a los poblados liberales en especial durante la toma de decisiones donde debían intervenir representantes de aquellos poblados. Este suceso dio paso a un periodo de corrupción, y de regionalismo intenso, a tal punto en que no era el gobierno caldense quien financiaba obras como la construcción de carreteras, aeropuertos y demás obras puesto que la gran mayoría de dinero se invertía en Manizales, si no el sector privado. Gracias a esta situación, en las ciudades de Armenia y Pereira surgió un grupo de personas que anhelaban la separación de Caldas para poder tener control sobre las decisiones y control de los dineros que financiaban las diferentes obras para el progreso de la región.
El cultivo del café y el auge de la economía cafetera trajo consigo un rápido desarrollo económico y demográfico de la región, lo que motivó que Armenia se constituyera en un importante epicentro urbano y comercial, razón por la cual los dirigentes de la zona reclamaron la creación del departamento. Por su parte Pereira también vivió un importante auge económico, que la volvió un importante centro comercial en la ruta que iba de Antioquia al Valle del Cauca. Los primeros en formar una junta autonomista fueron los quindianos, últimos en unirse y quienes desde 1954 abogaban por una separación de la región de Caldas; su propuesta recibió finalmente la aceptación del gobierno colombiano en 1965 y aprobado el 19 de enero de 1966, erigiendo al Quindío en departamento el 1 de julio del mismo año. Si bien los parlamentarios quindianos deseaban que su departamento incluyera, aparte de los municipios caldenses de su región, también a los municipios vallecaucanos de Sevilla, Caicedonia, Ulloa y Alcalá, el Valle del Cauca se opuso a la pérdida de estos territorios y el proyecto fracasó.
Los risaraldenses por su parte conformaron una junta autonomista en 1965, que presentó su proyecto al gobierno colombiano el 18 de agosto del mismo año. Fueron varios los proyectos presentandos por la junta risaraldense: el primero incluía un total de 20 municipios, que fue rechazado por los dirigentes caldenses; el segundo estaba constituido por 17 municipios, dejando fuera a Anserma, Riosucio, Supía y Marmato, pero también fue rechaza por los dirigentes caldenses que no deseaban perder poder en estas regiones del departamento; el tercero consistía en 11 municipios, desligando a Risaralda de los municipios Guática, Quinchía, Risaralda, Viterbo, Belalcázar, Anserma, Riosucio, Supía y Marmato, también rechazada; finalmente el cuarto proyecto, que constaba de 13 municipios, recibió acogida y fue puesto formalmente en marcha el 23 de noviembre de 1966, día en que entró en vigor Risalralda como el departamento número 21 del país.

## División territorial

Conformación territorial del Viejo Caldas entre 1905 y 1912.

El departamento de Caldas estaba conformado por las siguientes provincias y municipios, de acuerdo al censo del año 1905:
| Provincia | Municipio    | Habitantes | Provincia | Municipio     | Habitantes |
| --------- | ------------ | ---------- | --------- | ------------- | ---------- |
| Manizales | Manizales    | 25 700     | Aranzazu  | Salamina      | 14 140     |
| Manizales | Neira        | 10 300     | Aranzazu  | Aguadas       | 17 400     |
| Manizales | Villamaría   | 6768       | Aranzazu  | Pácora        | 8192       |
| Manizales | Filadelfia   | 3579       | Aranzazu  | Aranzazu      | 6113       |
| Marmato   | Riosucio     | 11 746     | Robledo   | Pereira       | 19 036     |
| Marmato   | Supía        | 4555       | Robledo   | Santa Rosa    | 13 017     |
| Marmato   | Marmato      | 4295       | Robledo   | San Francisco | 6428       |
| Marmato   | Apía         | 9695       | Robledo   | Segovia       | 6680       |
| Marmato   | Ansermaviejo | 11 192     |           |               |            |
| Marmato   | Nazaret      | 7965       |           |               |            |

El departamento de Caldas estaba conformado por los siguientes municipios, de acuerdo al censo del año 1928:
| Municipio               | Habitantes | Municipio                 | Habitantes | Municipio           | Habitantes |
| ----------------------- | ---------- | ------------------------- | ---------- | ------------------- | ---------- |
| Manizales               | 81 091     | Aguadas                   | 27 319     | Anserma             | 16 300     |
| Apía                    | 13 655     | Aranzazu                  | 10 924     | Armenia             | 33 338     |
| Balboa                  | 4509       | Belalcázar                | 13 109     | Calarcá             | 24 676     |
| Circasia                | 10 137     | Chinchiná (San Francisco) | 15 673     | Filadelfia          | 9668       |
| Filandia                | 8331       | Guática                   | 6689       | La Dorada           | 5250       |
| Manzanares              | 12 581     | Marmato                   | 3006       | Marquetalia (Núñez) | 4614       |
| Marsella (Segovia)      | 11 228     | Marulanda                 | 4675       | Mistrató            | 6324       |
| Mocatá (Belén)          | 14 147     | Montenegro                | 10 091     | Neira               | 18 535     |
| Pácora                  | 15 651     | Palestina                 | 6802       | Pensilvania         | 17 284     |
| Pereira                 | 50 689     | Pijao (Colón)             | 8597       | Pueblo Rico         | 3826       |
| Quimbaya                | 10 181     | Quinchía (Nazaret)        | 10 963     | Riosucio            | 22 130     |
| Risaralda (San Joaquín) | 10 493     | Salamina                  | 21 542     | Salento             | 6107       |
| Samaná (San Agustín)    | 11 060     | Santa Rosa de Cabal       | 30 424     | Supía               | 8033       |
| Tatama (Santuario)      | 12 209     | Victoria                  | 2833       | Villamaría          | 10 376     |

## Demografía
| Evolución de la población del Viejo Caldas (1905-1964) |
|                                                        |
| Población según censo.Fuente: Statoids. DANE.          |

## Composición

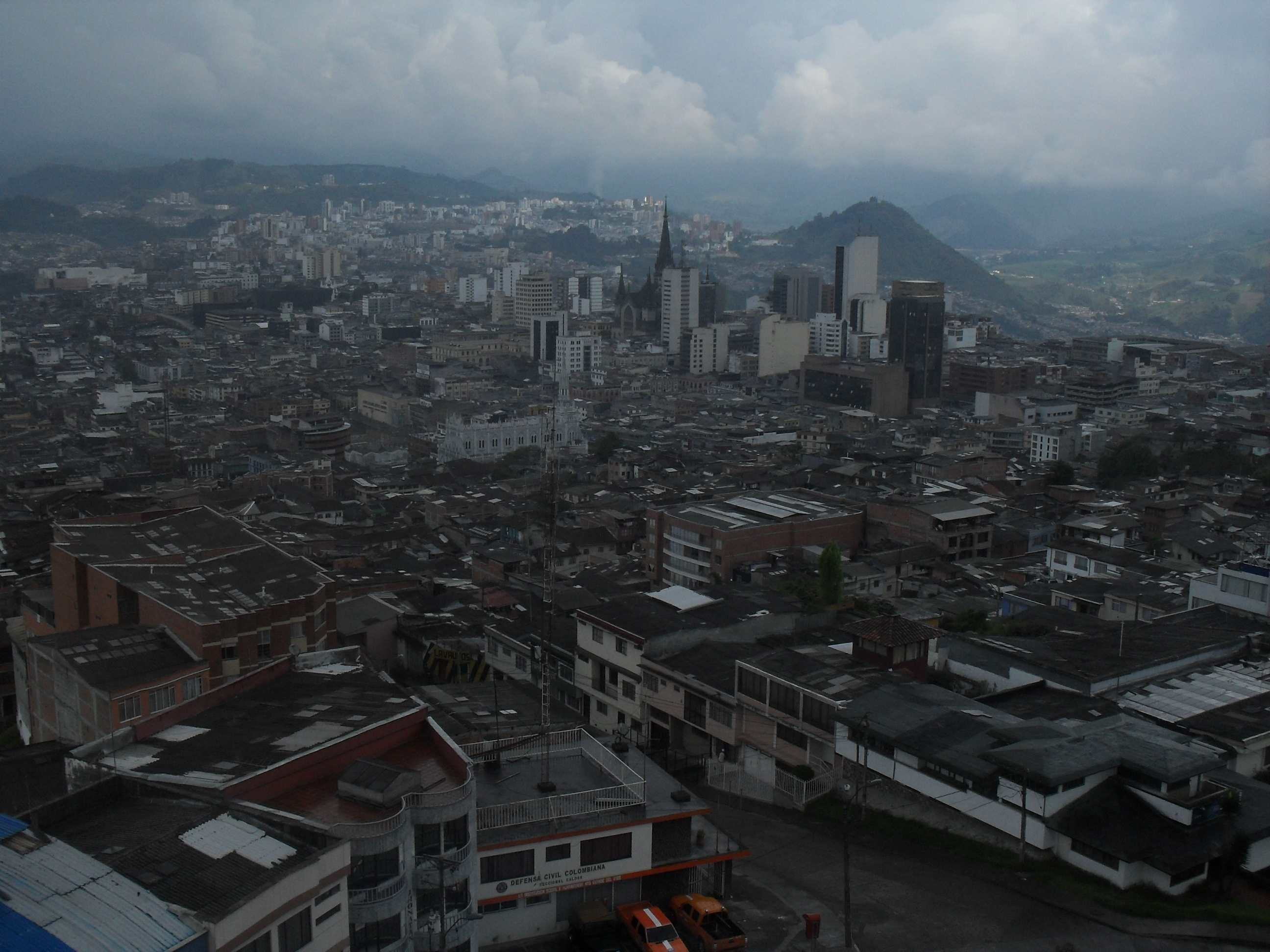
Manizales

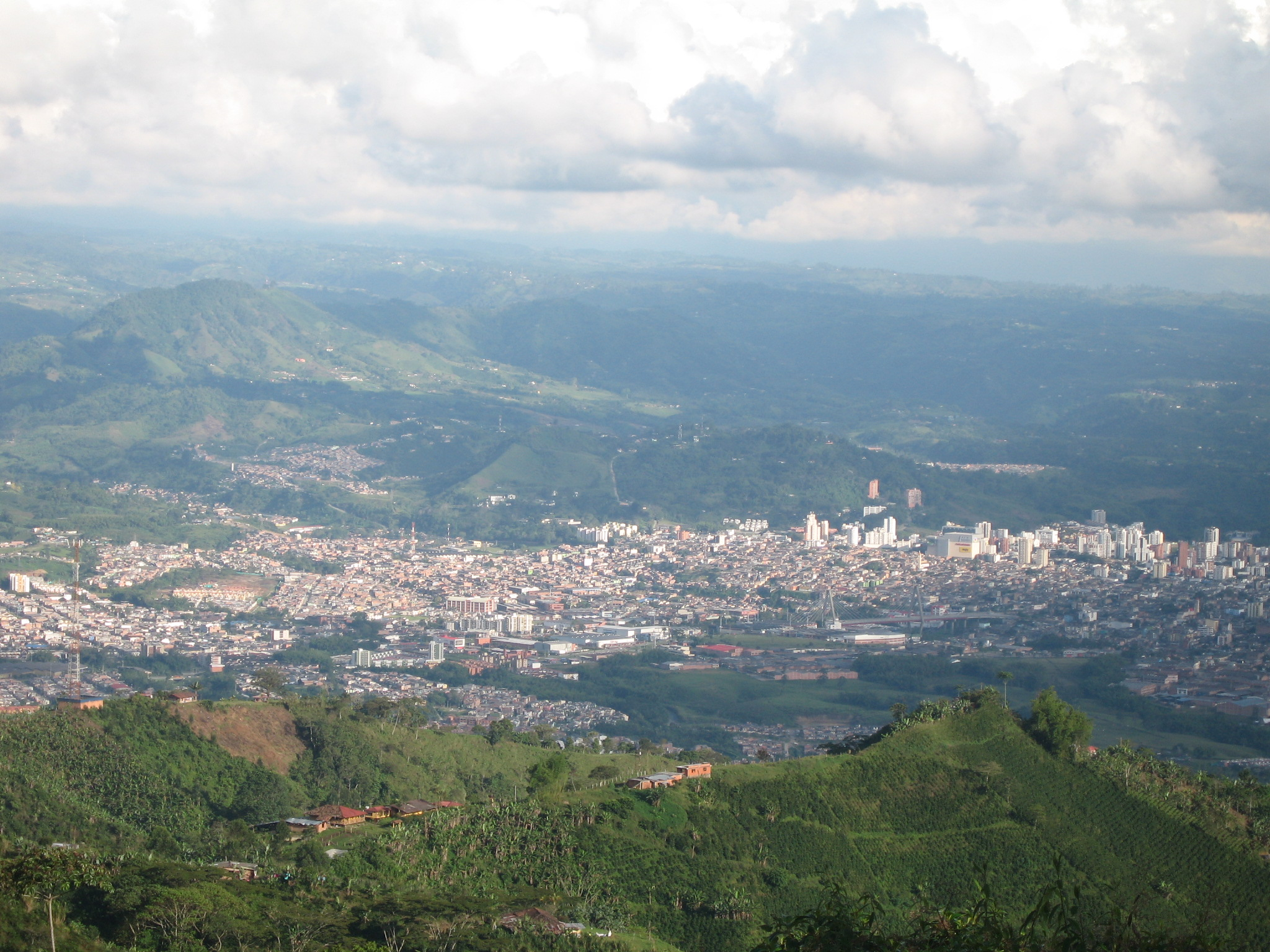
Pereira

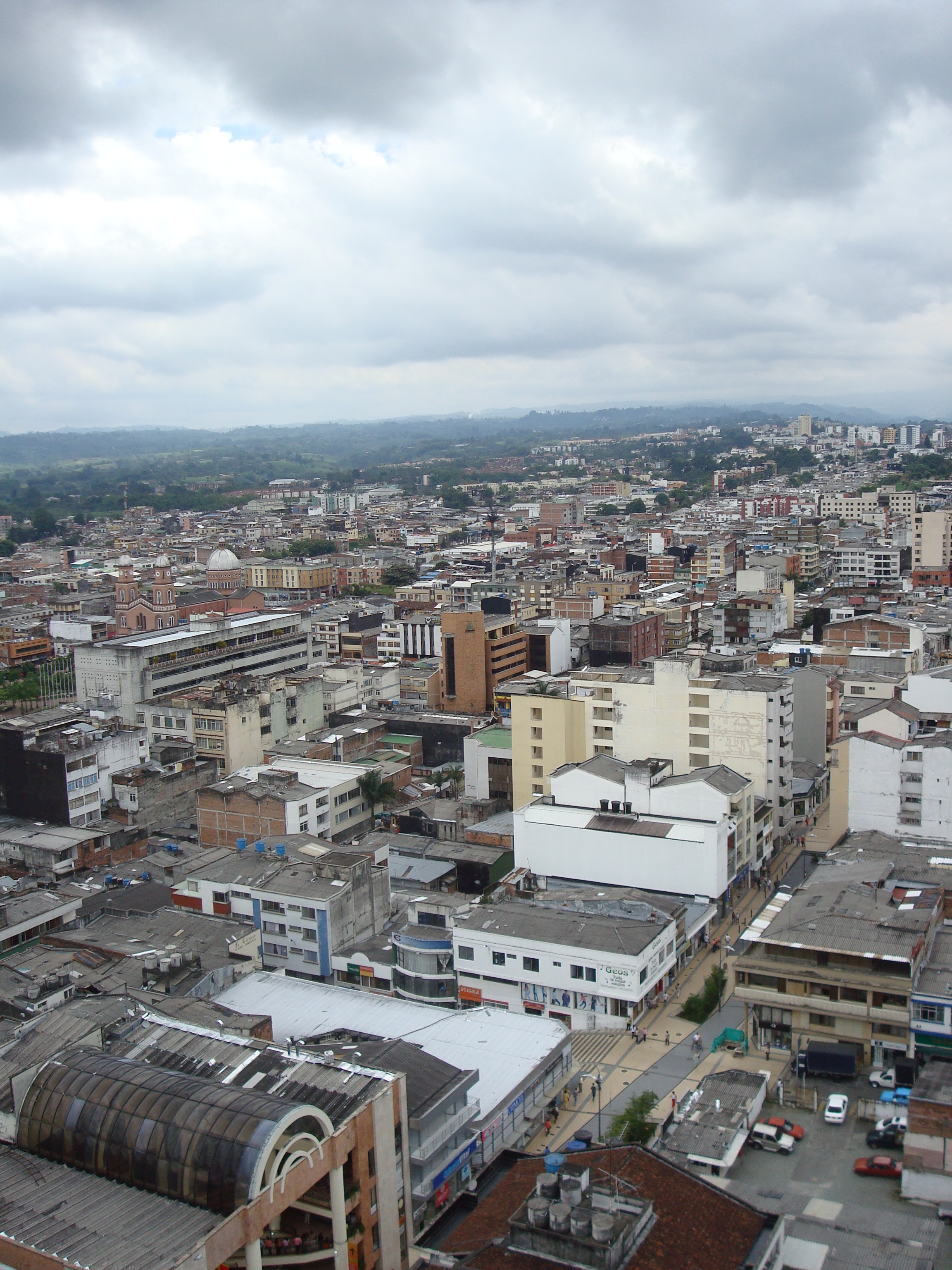
Armenia

El Viejo Caldas corresponde a los actuales departamentos de Caldas, Risaralda y Quindío. Los principales centros urbanos eran Manizales, Pereira y Armenia, capitales de los respectivos departamentos mencionados.

## Economía
La economía de la región estaba marcada por el cultivo del café, del cual el departamento del Quindío es el mayor productor del país. Cultivado por primera vez en el Viejo Caldas entre 1865 y 1870 cuando se sembraron en plantaciones pequeñas que posteriormente serían abandonadas por falta de un comercio conveniente o a consecuencia de las guerras civiles que en esos tiempos afectaba a todo el país. También en la economía se practicaba la industria agrícola, la industria licorera e industria turística.

## Gastronomía
Bandeja paisa, fríjoles con garra de cerdo, mazamorra de maíz endulzada con panela, aguapanela con queso, arepas con queso, sancocho y buñuelos con natilla. La bebida alcohólica tradicional era el aguardiente.

## Deporte
En 1948, fue el primer torneo de la Categoría Primera A del fútbol profesional colombiano en la historia del país, en este torneo participaron 10 clubes de distintas regiones del país; pero en aquel entonces, los clubes debieron pagar la cifra de 1000 pesos para poder ser admitidos en el torneo uno de esos clubes fue el club Universidad, representando a la Universidad Nacional de Colombia, y pese a ser fundado en Bogotá, jugó como local en Pereira siendo uno de los 3 equipos del departamento, los otros 2 fueron el Deportes Caldas fundado el 16 de abril de 1947 y el Once Deportivo fundado el 12 de abril de 1948 ambos de Manizales.
En el torneo de 1949, el club Universidad regresa a su sede natural, Bogotá, por el debut del Deportivo Pereira en el torneo, fundado el 12 de febrero de 1944. En 1950 el Deportes Caldas se corona campeón consiguiendo el primer título para un club del departamento al año siguiente 1951 debuta otro equipo de la región, esta vez de Armenia, el Deportes Quindío fundado el 8 de enero del año de su debut, completando así 4 equipos representativos de Caldas, convirtiéndose en el departamento con más clubes en el torneo, hasta 1952 cuando el Deportes Caldas y el Once Deportivo se fusionan creando el Deportivo Manizales el cual desaparecería en 1953 año en el cual Deportes Quindío quedó de subcampeón, al igual que en 1954, en este torneo por problemas económicos se ausentó el Deportivo Pereira, y debutó el Atlético Manizales.
Para 1955 el departamento solo cuenta con un equipo, el Deportes Quindío, ya que el Atlético Manizales había desaparecido, en 1956 el Deportivo Pereira regresa, pero no alcanza ningún logro, a diferencia del Deportes Quindío, el cual se corona campeón del año, consiguiendo su primer título y el segundo para el departamento, en los años siguientes 1957, 1958, 1959 y 1960, estos equipos siguen representando la región a excepción de 1958, cuando reaparece el Atlético Manizales para desaparecer ya definitivamente del torneo.
En 1961 apareció en el profesionalismo el Once Caldas, que surgió como fusión de los antiguos Deportes Caldas y Once Deportivo, siendo ya 3 los equipos de Caldas, los cuales participaron en los torneos de 1962, 1963, 1964 y 1965, ya que para el siguiente año 1966 se efectuaría la segregación de Risaralda y Quindío, quedando cada uno con un club de fútbol representativo, el Deportivo Pereira y el Deportes Quindío, respectivamente y el Once Caldas.

## Personajes célebres
- Luz Marina Zuluaga, nacida en Pereira, representó al departamento de Caldas en el Concurso Nacional de Belleza, fue coronada Miss Universo 1958, convirtiéndose en la primera colombiana en ganar este certamen.